# バルティック (装甲艦)
CSS バルティック（CSS Baltic）は、南北戦争中のアメリカ連合国海軍（南軍）の、外輪推進の装甲艦。

## 艦歴
バルティックは、1860年にフィラデルフィアにおいて河川用タグボートとして建造され、サザン・スティームシップ社に所属した。アラバマ州がこれを購入し装甲衝角艦への改造を行い、1862年中ごろにアメリカ連合国海軍の所属となった。最初の艦長はジェームズ・ジョンストン（James D. Johnston）大尉であった。
戦争中、バルティックはモービル湾（Mobile Bay）、モービル川（Mobile River）、アラバマ川およびトンビグビ川（Tombigbee River）において任務に就いた。1863年2月、バルティックは劣化のために任務には不適とされ、1864年4月のモービル湾防衛任務からは外された。1864年7月には装甲が取り外され、CSS ナッシュヴィルに転用された。
1865年5月10日に、トンビグビ川のナンナ・フバ・ブラフ（Nanna Hubba Bluff）で北軍に鹵獲され、同年12月31日に売却された。

## 参考資料
- Olmstead, Edwin; Stark, Wayne E.; Tucker, Spencer C. (1997). The Big Guns: Civil War Siege, Seacoast, and Naval Cannon. Alexandria Bay, New York: Museum Restoration Service. ISBN 0-88855-012-X
- Silverstone, Paul H. (2006). Civil War Navies 1855–1883. The U.S. Navy Warship Series. New York: Routledge. ISBN 0-415-97870-X
- Still, William N., Jr. (1985). Iron Afloat: The Story of the Confederate Armorclads (Reprint of the 1971 ed.). Columbia, South Carolina: University of South Carolina Press. ISBN 0-87249-454-3